# تيم مونتغومري
تيم مونتغومري (بالإنجليزية: Tim Montgomery) مواليد 28 يناير 1975 في كارولاينا الجنوبية، الولايات المتحدة، هو عداء أمريكي متخصص في 100 متر. شارك في دورة الألعاب الأولمبية وحصل على الميدالية الذهبية والميدالية الفضية.

## الميداليات
| الميدالية | المسابقة                                    |
| --------- | ------------------------------------------- |
| ذهبية     | الألعاب الأولمبية الصيفية 2000              |
| فضية      | الألعاب الأولمبية الصيفية 1996              |
| ذهبية     | بطولة العالم لألعاب القوى 1999              |
| برونزية   | بطولة العالم لألعاب القوى 1997              |
| فضية      | بطولة العالم لألعاب القوى داخل الصالات 2001 |

## روابط خارجية
- تيم مونتغومري على موقع الاتحاد الدولي لألعاب القوى (الإنجليزية)
- تيم مونتغومري على موقع اللجنة الأولمبية الدولية (الإنجليزية)
- تيم مونتغومري على موقع أوليمبيديا (الإنجليزية)